# تراوسنیتس
تراوسنیتس (به آلمانی: Trausnitz) یک شهر در آلمان است که در بایرن واقع شده‌است.

## خصوصیات
تراوسنیتس ۱۷٫۶۱ کیلومترمربع مساحت دارد ۴۴۸ متر بالاتر از سطح دریا واقع شده‌است.